# Họ Huyền sâm
Scrophulariaceae là danh pháp khoa học của một họ thực vật, trong một số tài liệu về thực vật bằng tiếng Việt trước đây gọi là họ Mõm sói/chó hoặc họ hoa Mõm sói/chó, tuy nhiên các tên gọi này hiện nay không thể coi là chính xác được nữa, do loài hoa mõm sói (Antirrhinum majus) và toàn bộ chi chứa loài này là chi Antirrhinum đã được APG chuyển sang họ Mã đề (Plantaginaceae). Trong khi đó, chi điển hình của họ này là Scrophularia L., cho dù họ này được hiểu theo nghĩa hẹp (sensu stricto) hay nghĩa rộng (sensu lato) đều không thay đổi, không phụ thuộc vào hệ thống phân loại mới hay cũ. Đây là lý do tại sao Wikipedia tiếng Việt tạm thời chọn huyền sâm (Scrophularia bucrgeriana Miq.), một loài cây được biết khá nhiều tại Việt Nam như là một loài cây thuốc trong Đông y làm tên gọi cho họ này, mặc dù chưa thấy tài liệu nào ngoài Wikipedia gọi như vậy, ngoại trừ việc dịch thẳng các từ figwort / fig-wort từ tiếng Anh sang.
Trong quá khứ họ này được coi là chứa khoảng 275 chi và trên 5.000 loài, nhưng định nghĩa của nó đã được thay đổi đáng kể kể từ khi hàng loạt các nghiên cứu phát sinh loài ở mức phân tử đã chỉ ra rằng định nghĩa truyền thống là cực kỳ cận ngành. Nhiều chi gần đây đã được chuyển sang các họ khác trong phạm vi bộ Hoa môi (Lamiales), bao gồm một số họ mới (Olmstead và những người khác, năm 2001; hay Olmstead năm 2003). Các họ khác trong bộ Hoa môi cũng có định nghĩa được mở rộng để thích hợp với các chi được chuyển từ họ Scrophulariacae nghĩa rộng sang. Các thành viên trong họ Scrophulariaceae phân bổ rộng khắp thế giới, với đa số được tìm thấy ở vùng ôn đới, bao gồm cả các khu vực miền núi thuộc vùng nhiệt đới.
Họ này chủ yếu là cây thân thảo, ít thây cây thân gỗ hay cây bụi, với hoa không có quy luật. Ước tính hiện nay có khoảng 1.700 loài thuộc 56-65 chi được coi là thuộc về họ này (APG II, cập nhật tháng 12 năm 2005). Nó bao gồm một số loài cây thuốc, trong số đó có:
- Leptandra
- Rehmannia, Địa hoàng Trung Hoa, sử dụng trong y học cổ truyền Trung Quốc
- Scrophularia, Huyền sâm
- Verbascum, Hoa phổi

## Các chi
- Agalinis Raf. – giả Địa hoàng
- Alectra Thunb.- Hắc sóc
- Alonsoa Ruiz & Pav.
- Aureolaria Raf. – giả Địa hoàng
- Brachystigma Pennell – Địa hoàng sa mạc
- Buchnera L. -- Hắc thảo
- Buddleja—Bọ chó
- Capraria L.
- Dasistoma Raf.
- Diplacus Nutt.
- Gerardia
- Hemianthus Nutt. -- Trân châu (hay bị viết sai thành chân trâu/chân châu/trân trâu)
- Ilysanthes
- Lendneria Minod
- Leptandra
- Leucospora Nutt.
- Macranthera Nutt.
- Mimetanthe Greene
- Rehmannia Libosch. -- Sinh địa (thục địa), địa hoàng
- Schwalbea L.
- Scrophularia L. – Huyền sâm
- Seymeria Pursh
- Striga Lour. -- Cỏ ma ký sinh
- Tomanthera
- Torenia L. -- Tô liên, cỏ hồ điệp
- Verbascum L. -- Hoa phổi

và còn nhiều nữa.

## Các chi đã chuyển
Các chi sau đây, theo truyền thống được đặt trong họ Scrophulariaceae, hiện nay đã được Angiosperm Phylogeny Group chuyển sang các họ khác, dựa trên các chứng cứ di truyền học:

### Calceolariaceae
- Calceolaria
- Jovellana
- Porodittia

### Họ Lệ dương/Cỏ chổi - Orobanchaceae
- Bartsia
- Bellardia
- Castilleja
- Cordylanthus
- Euphrasia
- Melampyrum
- Odontites
- Orobanche
- Orthocarpus
- Parentucellia
- Pedicularis
- Rhinanthus
- Triphysaria

### Họ Hông - Paulowniaceae
- Paulownia - Hông, bao (bào, phao, pháo) đồng

### Họ Thấu cốt thảo - Phrymaceae
- Glossostigma
- Mazus
- Mimulus

### Họ Mã đề - Plantaginaceae
- Amphianthus
- Angelonia
- Antirrhinum
- Bacopa
- Besseya
- Chaenorrhinum
- Chelone
- Chionophila
- Collinsia
- Cymbalaria
- Digitalis - Mao địa hoàng
- Dopatrium
- Epixiphium
- Galvezia
- Gambelia
- Gratiola
- Hebe
- Holmgrenanthe
- Howelliella
- Keckiella
- Kickxia
- Lagotis
- Leucophyllum
- Limnophila
- Limosella
- Linaria
- Lindernia
- Lophospermum
- Mabrya
- Maurandella
- Maurandya
- Mecardonia
- Micranthemum
- Misopates
- Mohavea
- Nemesia
- Neogaerrhinum
- Nothochelone
- Nuttallanthus
- Penstemon
- Pseudorontium
- Russelia
- Sairocarpus
- Schistophragma
- Scoparia
- Stemodia
- Synthyris
- Tonella
- Veronica
- Veronicastrum